# Julian Johnsson
Julian Schantz Johnsson (Tórshavn, 24 febbraio 1975) è un ex calciatore faroese, di ruolo centrocampista.

## Carriera

### Club
Johnsson cominciò la carriera con la maglia dello HB Tórshavn, per poi passare al B36 Tórshavn. In seguito, vestì la maglia dei norvegesi del Kongsvinger, per cui esordì nella Tippeligaen il 13 aprile 1998, quando fu titolare nel successo per 3-0 sul Lillestrøm. Il 27 settembre dello stesso anno, segnò la prima rete, nella vittoria per 2-1 sul Tromsø.
Passò poi al Sogndal, prima di accordarsi con gli inglesi dello Hull City. Terminata questa esperienza, tornò al B36 Tórshavn. Giocò poi con la maglia degli islandesi dello ÍA Akranes, per poi accordarsi con il B68 Toftir.

### Nazionale
Johnsson giocò 62 incontri per le Fær Øer, con 6 reti all'attivo.